# Brent (Alabama)
Brent è un comune degli Stati Uniti d'America situato nella contea di Bibb dello Stato dell'Alabama.